# Forges de Clabecq (Vilvoorde)

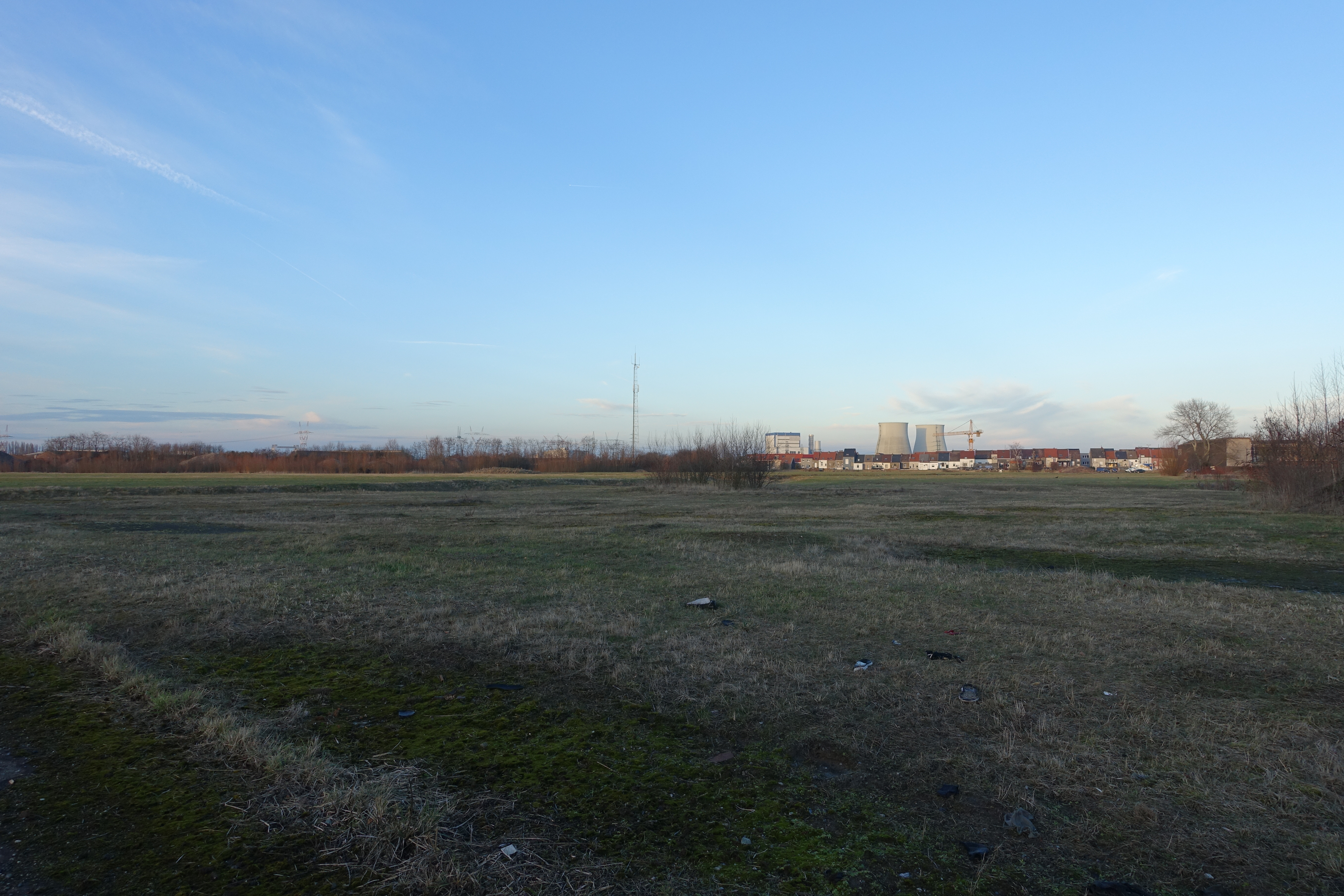
Zicht op de gesaneerde terreinen in 2017. Arbeiderswoningen van de Marius Duchéstraat in de achtergrond.

De site Forges de Clabecq is een voormalige industriële site van het hoogoven- en staalbedrijf Forges de Clabecq te Vilvoorde. De geschiedenis van de site gaat terug tot de late Middeleeuwen. De bouw van de Fours à Coke de Vilvorde begon in 1913. Het complex was actief tot 1986 en werd nadien ontmanteld. In de toekomst wordt het noordelijke deel van de site herontwikkeld als gemengde stadswijk met watergebonden industrie.

## Geschiedenis

### Voorgeschiedenis: Spuymolen

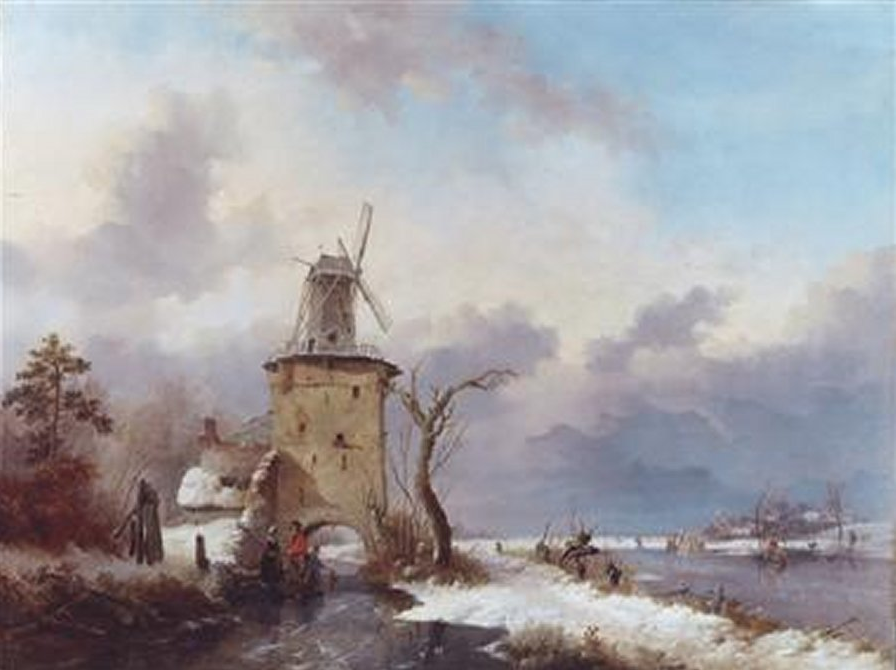
De Spuymolen in 1844, geschilderd door Fredrik Marinus Kruseman

De omgeving van de site vormt de oudste industriële site van Vilvoorde. De Spuymolen was een windmolen die in 1691 geplaatst werd op een vierkante toren die over de Zenne was gebouwd. Deze vierkante toren maakte deel uit van de veertiende-eeuwse stadsomwalling. Voor de bouw van de molen bevond er zich een sluis op de Zenne, die het water in de stadsgrachten opstuwde. De molen stond op de hoek van de huidige Zennelaan en de Spuymolenstraat. De Zenne liep waar vandaag de Zennelaan loopt.
De Spuymolen was oorspronkelijk een zaagmolen. Op het kadaster van 1830 was de functie veranderd naar die van een graanmolen. In 1830 is er op hetzelfde kadaster een "fabriek van chimique bereidsel" zichtbaar in de omgeving van de molen. De molen werd verschillende malen geschilderd door Fredrik Marinus Kruseman. Een schilderij van de molen uit 1844 is te bezichtigen in het museum Jan Cunen in Oss.
De eigenaar van de molen bezat een huis langs de stadswal, even ten noordoosten van de molen. Dit huis werd in 1880 gekocht door tabaksfabrikant Pieter Jacobs, die het uitbouwde tot een bescheiden landgoed uit. Dit oude huis werd rond 1890 gesloopt en in 1891 vervangen door een nieuw gebouw met classicistisch karakter, bepleisterd en witgeschilderd. Bij het huis hoorde een tuin die oorspronkelijk 72,5 are groot was. Op de militaire stafkaart van 1909 wordt een vijvertje afgebeeld, een overblijfsel van de oude stadsgracht dat werd verbreed tot een kleine vijver.
In 1871 werd de molen aangekocht door de stad Brussel met het doel deze te slopen. De molen werd een jaar later effectief afgebroken om een verbreding van de Zenne mogelijk te maken.
Tussen 1895 en 1896 werd er een slachthuis gebouwd aan de huidige Slachthuisstraat. Het slachthuis werd gesloopt in 1966.

### Ontwikkeling van de site

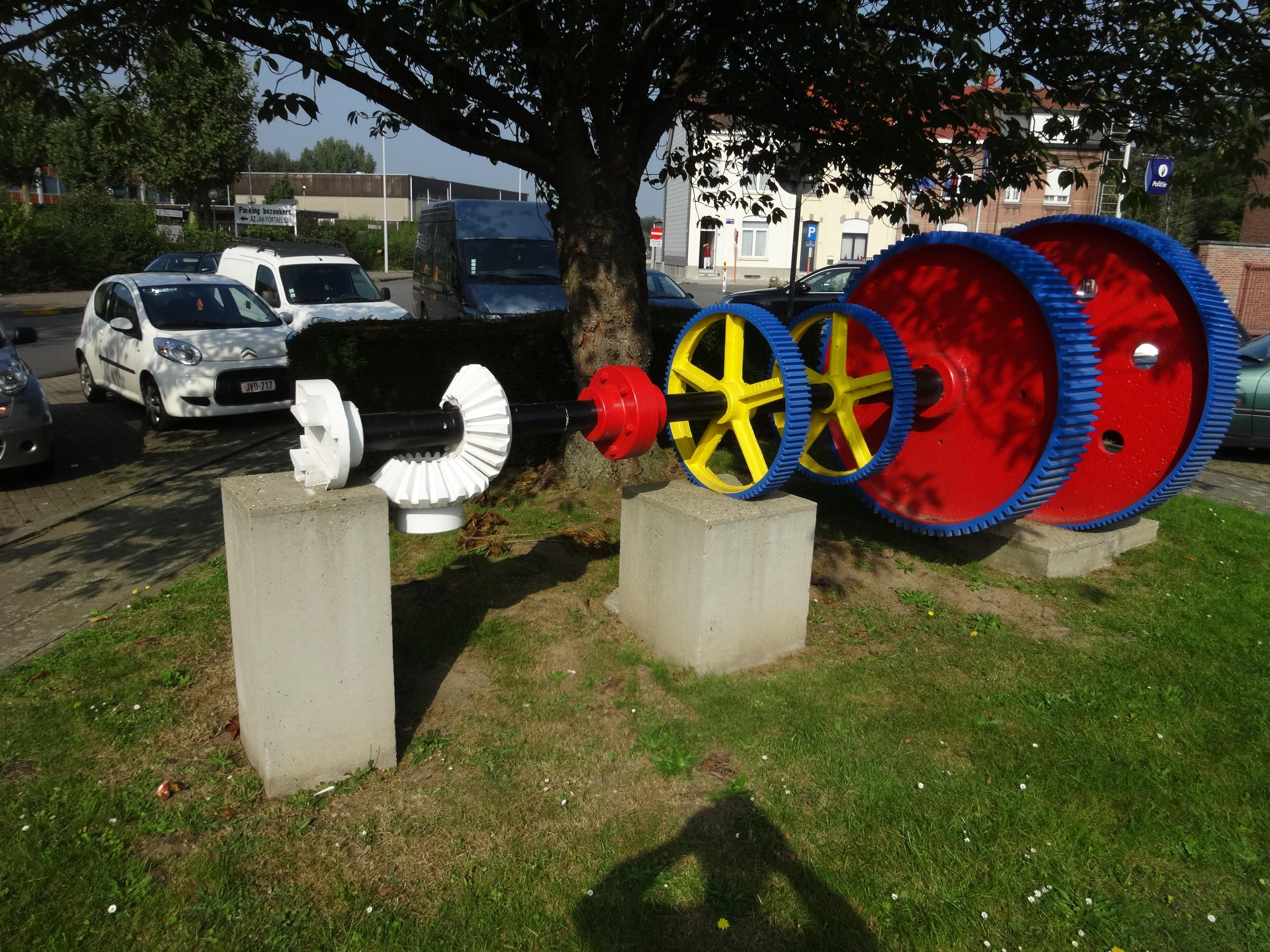
As uit de machinezaal van de cokesfabriek Forges De Clabecq, opgesteld op een graspleintje aan het einde van de Gendarmeriestraat in Vilvoorde

Wanneer de Zenne rond de eeuwwisseling overwelfd wordt, schept dit extra kansen voor de ontplooiing van industriële activiteiten.
De bedrijven 'Forges de Clabecq' en 'Fours à Coke Semet-Solvay' slaan in 1912 de handen in elkaar voor de bouw van een cokesfabriek met 25 of 39 ovens in Vilvoorde, op stukken weiland buiten de voormalige stadswallen ten noordwesten van de Slachthuisstraat. De nieuwe fabriek krijgt de naam 'Fours à Coke de Vilvorde'.
De bouw begon in 1913 en in 1914 was de fabriek gereed, maar de uitbraak van de Eerste Wereldoorlog vertraagde het in productie nemen van de installaties. Dit gebeurde pas na 1918. De grondstoffen (steenkool) voor de cokesfabriek werden aangevoerd per boot. De cokes zelf werden afgevoerd via de spoorweg van de Chemin de Fer Industriel (CFI).
In 1914 werd het domein van Pieter Jacobs langs de Spuymolenstraat aangekocht door de onderneming Forges de Clabecq. De woning en het bijhorende domein zouden gaan fungeren als directeurswoning. Langs de Slachthuisstraat en de Spuymolenstraat werden in de volgende decennia veel arbeiderswoningen gebouwd. De arbeiderswoningen en meestergastwoningen langs de Slachthuisstraat die na de Eerste Wereldoorlog in opdracht van Forges de Clabecq gebouwd werden, zijn geklasseerd als onroerend erfgoed. In de jaren 1920 wordt het zuidwestelijke deel van de tuin van de directeurswoning verkaveld voor de bouw van rijwoningen.

### Productie
Het industriële complex zou uiteindelijk voornamelijk cokes voor de metallurgische industrie, gas (voor verlichting en verwarming) en ammoniumsulfaat produceren. Steenkool werd er opgewarmd, waardoor de vluchtige delen ontsnappen en er cokes ontstaan. Na afkoelen van het gas dat hierbij vrijkwam, werd het steenkoolteer, een nevenproduct van de productie, gedecanteerd. Door het gas te laten reageren met sulfaat ontstond ammoniumsulfaat, wat verkocht werd als meststof. Het resterende gas werd nogmaals afgekoeld, waarna benzol, een ander nevenproduct gedestilleerd werd. Het overblijvende gas, beter gekend als lichtgas, werd gebruikt voor verlichting en verwarming.
In 1928 werd het bedrijf in zijn geheel eigendom van Forges de Clabecq. In 1938 werd de batterij van -toen 76- cokesovens vervangen door 36 ovens van een moderner type.
Er ontstonden echter ernstige klachten over milieuhinder van de fabriek (stank, schadelijke gassen, roetneerslag). Desondanks werd de fabriek in 1954 nog uitgebreid met 24 ovens. Ook werd de vergunning steeds weer verlengd, zelfs in 1981 werd nog een verlenging van kracht. Het aantal medewerkers bedroeg gemiddeld ruim 250, en in 1983 werkten er zelfs 335. De oppervlakte van het terrein bedroeg 11,5 ha.

### Neergang en sanering
Vanaf 1975 ging het echter bergafwaarts met de kolen- en staalnijverheid. Forges de Clabecq moderniseerde niet meer en - mede gezien de milieuklachten - besloot de regering om de fabriek te sluiten op 1 mei 1987, maar al op 11 juli 1986 werd de productie gestaakt en verloren 275 werknemers hun baan. Einde 1987 begon de sloop van de bovengrondse installaties, met behulp van springstoffen. In 1989 was dit werk gereed: er bleef niets van de fabrieksinstallaties bewaard. De site werd bedolven onder een laag zand van ongeveer 1 m dikte. De funderingen (en de zware chemische vervuiling in de bodem met zware metalen, benzeen en minerale oliën) bleven aanwezig.
De voormalige eigenaar, Forges de Clabecq, vroeg in december 1996 het faillissement aan. Dit werd definitief in 1997, waarna de gronden onteigend konden worden en de bodemsanering ter hand genomen kon worden. Uiteindelijk werden de gronden pas tussen 2006 en 2008 gesaneerd door de NV Waterwegen en Zeekanaal, waarbij 200 kton vervuilde bodem werd afgegraven en afgevoerd om te worden gereinigd. De sanering kostte 14 miljoen euro.
De voormalige directeurswoning werd na een lange periode van verwaarlozing in 2006 samen met de tuin gerestaureerd en gerenoveerd.
In 2011 werd op een klein deel van de site (0,3 hectare) een parking aangelegd door de stad Vilvoorde.

## Toekomst
In 2000 werd het gewestplan gewijzigd, waarbij de site voor een deel werd bestemd voor watergebonden industrie, een beperkt deel tot bufferzone en een deel in woongebied. Voor een fijnere bestemming van het gebied werd in 2011 gestart met de opmaak van een ruimtelijk uitvoeringsplan, waarbij de bestemming van woonzone voor een groot deel wordt vervangen door recreatie en/of gemeenschapsvoorzieningen. De ontsluiting van de industriezone zou gebeuren via de Marius Duchéstraat, de Radiatorenstraat en de J.F. Willemsstraat richting Woluwelaan (R22).
Dit project staat gekend als een groene buffer.